# La pietra magica
La pietra magica è il secondo romanzo della serie per ragazzi Le cronache di Spiderwick, scritto da Holly Black con illustrazioni di Tony DiTerlizzi.
In questo libro si incontrano di nuovo i tre fratelli protagonisti del primo episodio, Il libro dei segreti. Una banda di goblin rapisce Simon, ma Mallory e Jared trovano una lente straordinaria che permette loro di vedere l'invisibile e tra ostacoli di ogni genere e incontri oltre i confini di ogni realtà, i due fratelli riusciranno a salvare il fratellino dai goblin.